# Cruz
Cruz là một đô thị thuộc bang Ceará, Brasil. Đô thị này có diện tích 334,833 km², dân số năm 2007 là 21969 người, mật độ 65,61 người/km².